# Jatihurip (Sumedang Utara)
Jatihurip is een bestuurslaag in het regentschap Sumedang van de provincie West-Java, Indonesië. Jatihurip telt 8751 inwoners (volkstelling 2010).